# Diskreční pravomoc
Diskreční pravomoc, neboli správní uvážení, je oprávnění správních orgánů určitou věc samostatně posoudit a rozhodnout o ní. V rámci tohoto uvážení mají relativně volný prostor, nejsou v takových případech vázáni zákonem k jediné možné alternativě. Je to důsledek toho, že právní norma kvůli určité právní skutečnosti nestanoví jen jeden konkrétní následek. V textech právních předpisů bývá tato pravomoc označena např. slovem „může“, případně je správnímu orgánu nabídnuto několik příkladmých možností k rozhodnutí.
Správní orgán ale nemá možnost zcela neomezené volby, nemůže ve svém rozhodování postupovat libovolně nebo nahodile. Český správní řád ve svém § 2 odst. 4 k tomu výslovně stanoví:
„Správní orgán dbá, aby přijaté řešení bylo v souladu s veřejným zájmem a aby odpovídalo okolnostem daného případu, jakož i na to, aby při rozhodování skutkově shodných nebo podobných případů nevznikaly nedůvodné rozdíly.“